# わかさ生活
株式会社わかさ生活（わかさせいかつ、WAKASA SEIKATSU Co., Ltd.）は、京都府京都市下京区に本社を置く、サプリメントを取り扱う企業。

## 企業概要
1998年4月23日大阪府高槻市にて創業。主にブルーベリーを利用したサプリメント「ブルーベリーアイ」などの研究開発及び企画、販売を手掛ける企業。現在のロゴは、コーポレートキャラクターである「ブルブルくん」をロゴマークとして2021年7月に制定。ちなみに2021年6月まで使用された旧ロゴは太陽の光を浴びた紫色のブルーベリーの実と2枚の葉からなる。枠からはみ出す左の葉は、大きな成長と健康、あふれ出すエネルギーを意味し、背景の薄紫色の枠は精神を安定させる働きや精神力の活性化などを現していた。社名は、「若々しく健康的な生活を提供したい」という意味である。

## 沿革
- 1998年
  - 4月- 大阪府高槻市にて『ブルーベリーアイ』の通信販売スタート
  - 5月- 「わかさニュース」創刊
- 1999年
  - 2月- 「ふれあい広場」 第1回開催～(現在「友の会」として開催)
- 2000年
  - 7月‐「わかさ生活」商標登録
  - 10月- 有限会社わかさ生活から株式会社わかさ生活へ
  - 11月- 本社を大阪府高槻市から京都市下京区堀川通塩小路上ル北不動堂町の京都駅烏丸口前に移転
  - 12月‐ 「ブルーベリーアイ」商標登録
- 2001年
  - 9月- 企業ロゴマーク誕生、流通センター（物流センター）を京都市下京区七条堀川に開設
- 2002年
  - 5月- 社団法人　日本通信販売協会（JADMA）に加盟
  - 12月- 財団法人　日本健康・栄養食品協会に加盟
- 2003年
  - 1月- 社会貢献活動　ブルーベリーリボンの｢一縁のeye基金｣設立
  - 7月- 品質管理の国際規格ISO9001：2000認証取得
- 2004年
  - 11月- 流通センターを京都市伏見区に移転[4]、「わかさ生活京都研究所」を京都リサーチパーク内に設立
- 2005年
  - 6月- 本社を京都市下京区四条烏丸へ移転
  - 9月- フィンランドのサンタクロースの森にもみの木の植樹を行う（日本フィンランド友好プロジェクトのきっかけ）[5][6]
  - 12月-フィンランドのサンタクロース村よりフィンランド政府公認のサンタクロースを招待[5][6]
- 2006年
  - 1月- プライバシーマーク取得
  - 12月- 紺綬褒章受章
- 2007年
  - 4月-  ヘルシンキに北欧フィンランド支社開設
  - 11月- グループ会社「わかさハーティング」設立
- 2010年
  - 10月- ナノビルベリー製法特許取得
- 2012年
  - 6月- わかさ生活東北支社宮城県仙台市に開所
  - 10月- 「東京支社」が東京都港区に開所
- 2013年
  - 11月- 東久邇宮文化褒賞受賞
- 2014年
  - 9月- 「東日本流通センター」が東京都江東区に開所
- 2015年
  - 4月-(財)関西盲導犬協会より、寄付金累計額が3,000万円を超えたことに対して感謝状の贈呈
- 2017年
  - 10月-「京都研究所(現 みらい研究所)」が京都市伏見区に移転
- 2018年
  - 8月-「第1回 ビルベリー研究会」を開催
- 2024年
  - 1月-「令和6年能登半島地震」被災地へ支援として、義援金5,000万円を寄付[7]
- 2025年
  - 1月-「えほん生活WAKASA ＆ Co.BOOKS （ワカサアンドコーブックス）」（絵本専門店）が名古屋市中区にオープン[8]
  - 3月- 「WAKASA ＆ Co.京都四条店」（ブルーベリー専門カフェ・ラウンジ）が京都・四条烏丸にオープン[9]
  - 4月- 「はつ恋生活WAKASA ＆ Co. BOOKS 」（恋愛本専門店）が名古屋市東区にオープン[10]
  - 4月- 「BuruburuAiai-京都河原町店」（「ブルブルくん」専門店）が京都市中京区にオープン[11]

## ブルーベリーアイの歴史
角谷建耀知は、18歳の時の脳腫瘍の手術により、視野を半分失った。その経験から商品開発を決意し、ブルーベリーが目に良い果実ということに辿り着く。その後、現在「ブルーベリーアイ」に使用されている北欧産野生種のブルーベリー「ビルベリー」に着目し、「ブルーベリーアイ」を開発。創業の1998年に誕生したブルーベリーアイは、幾度かの商品改良を行っている。商品改良の起源としては、顧客からの「1ヶ月分と書いているが、1ヶ月分持たない」という声に対して30粒入り商品を31粒入り商品にしたことから始まる。

## 医療機関サプリメント
眼科や薬局などの医療機関等で取り扱われているサプリメント。 医師や薬剤師に症状やサプリメントについて相談することができる。「目の健康を保つために、食事や栄養で補ってほしい」という医師と、「目の健康を維持したい」という患者に応えるべく研究・開発され、2010年に誕生した。

## 社会貢献活動（ブルーベリーリボン）
わかさ生活では様々な社会貢献活動を総称して「ブルーベリーリボン」と呼んでいる。また、顧客が購入した商品1袋につき1円を積み立てる「一縁のeye基金」を設立している。

### 視覚障がい者支援

#### アイバンク啓発活動
「アイバンク登録の呼びかけ」「アイバンクへの寄付活動」、また「アイバンク愛の光基金管理会」と共にアイバンク啓発活動を推進している。

#### 視覚障がい者マラソン大会
視覚障がい者マラソン大会に協賛し、現在では、企画運営にも携わっている。

#### 盲導犬育成支援
継続的な盲導犬育成への支援や啓発活動を実施。活動の一環として、2004年には映画「クイール」にも協賛し、2015年7月には、盲導犬の一生を描いた漫画『盲導犬ベリー』を発行している。

### 児童支援

#### ひとみ元気教室
2007年から始まった出張授業。小学校・幼稚園・保育園の子どもたちを対象にブルーベリーの植樹、収穫、調理までを学ぶ「植樹・食育活動」と、体験学習を通じて目の大切さを伝える「視育活動」を行っている。開催した小学校の中には文部科学省から表彰を受ける学校もある。

#### 児童養護施設支援
児童養護施設に暮らす子ども達との交流を深める活動。2005年秋からわかさ生活で働く従業員が定期的に実施している。

#### 日本フィンランド友好プロジェクト
フィンランドのサンタの森に、2005年にもみの木の植樹を行う。その活動をきっかけにフィンランド政府公認のサンタクロースが毎年来日するようになる。お互いの国の歴史や文化を紹介する「小百科事典」贈呈、両国の伝統音楽交流、フィンランドの教育を日本に広めるための講演会などを行っている。

### 地域への取り組み

#### 被災地支援
わかさ生活は創業当初から国内外での大震災・台風などの自然災害の被災地、被災者の復興支援、災害義援金の寄付を行っている。義援金・寄付金総額は、2024年1月時点で累計8億1000万円。これらの活動に対し、国より紺綬褒章、新潟県と京都府大江町（現・福知山市）からなど様々な感謝状が贈られている。
- 2000年3月 台湾地震救援金に100万円の義援金を寄付。
- 2004年10月 台風23号の被災地（京都・兵庫県北部）に赴き救援物資を届け、200万円の義援金を寄付。
- 2005年12月 新潟県中越地震被災地への支援に対して紺綬褒章、感謝状受章。
- 2011年2月 ニュージーランド地震義援金として25万7133円の義援金を寄付。
- 2011年9月 台風12号（紀伊半島）の災害に1億円の義援金を寄付。
- 2011年 東北地方太平洋沖地震（東日本大震災）後、3億円の義援金を寄付、サプリメントの支援、雇用支援[16][17][18]。
- 2013年9月 台風18号（京都府北部）の災害では、従業員による清掃支援活動と5,000万円の義援金を寄付[19]。
- 2024年 能登半島地震の被災者に対し、義援金5,000万円を寄付[20]

### 環境への取り組み

#### 葵プロジェクト
京都・上賀茂神社にかつて自生していた葵の葉（二葉葵）を育成するべく発足したプロジェクトに2007年より賛同し、支援をしている。

## SNSからの発信
企業と消費者の距離を縮めるため、Twitterで頻繁にエゴサーチを行って他ユーザーに反応を残している。YouTubeでも錯視動画を投稿するなど、広告以外の方法で訴求を行っている。

## ラジオ番組

### ココロもカラダもHappyに わかさ生活ラジオ
2022年1月よりKBS京都との共同制作で、一部全国ネットで放送中。開始当初は「〜ココロもカラダもHappyに〜 若々ラジオ」という番組名だったが、2023年10月より現在の番組名となる。
今知りたいとっておきの健康情報のほかオーディオドラマやわかさ生活のスタッフによる裏話などをお届けする内容となっている。

#### パーソナリティ
- 角谷建耀知 - わかさ生活の代表取締役社長でブルブルくんの生みの親。
- 海平和 - ナビゲーター、KBS京都アナウンサー（第101回の放送から産休のため一時休養も第126回の放送より復帰。）
- 伊藤有輝子 - アシスタント

#### 過去の出演者
- 遠藤奈美 - ナビゲーター、KBS京都アナウンサー（第101回から第125回の放送まで代役を担当）

#### ネット局
2025年4月現在
- KBS京都 - 制作局、木曜 17:30〜18:00
- 東海ラジオ - 月曜 20:30〜21:00
- 東北放送 - 木曜 16:05〜16:35
- 新潟放送 - 土曜 7:30〜8:00
- ラジオ日本 - 土曜 9:00〜9:30
- 中国放送 - 日曜 6:30〜7:00
- RKBラジオ - 日曜 11:30〜12:00
- HBCラジオ - 日曜 18:30〜19:00